# Juni 2019
Portal Geschichte | Portal Biografien | Aktuelle Ereignisse | Jahreskalender | Tagesartikel

◄ |
20. Jahrhundert |
21. Jahrhundert

◄ |
1980er |
1990er |
2000er |
2010er
| 2020er | 2030er | 2040er

◄ |
2015 |
2016 |
2017 |
2018 |
2019
| 2020 | 2021 | 2022 | 2023 | ►

◄ |
März 2019 |
April 2019 |
Mai 2019 |
Juni 2019 |
Juli 2019 |
August 2019 |
September 2019 |
►
Dieser Artikel behandelt tagesbezogene Nachrichten und Ereignisse im Juni 2019.

## Tagesgeschehen

### Samstag, 1. Juni 2019
- Madrid/Spanien: Der FC Liverpool gewinnt durch einen 2:0-Sieg im Finale gegen Tottenham Hotspur die UEFA Champions League der Männer im Fußball.
- San Salvador/El Salvador: Nayib Bukele tritt sein neues Amt als Präsident des Landes an.
- Peking/Volksrepublik China: Als Gegenreaktion auf US-amerikanische Zölle auf chinesische Waren treten weitere Zölle auf US-amerikanische Produkte im Handelskonflikt zwischen den Vereinigten Staaten und der Volksrepublik China in Kraft.[1]

### Sonntag, 2. Juni 2019
- Berlin/Deutschland: Andrea Nahles kündigt ihren Rücktritt als Partei- und Fraktionsvorsitzende der SPD sowie die Niederlegung ihres Bundestagsmandates an.[2]
- Luzern/Schweiz: Auf dem Rotsee geht die Ruder-Europameisterschaft zu Ende.
- Verona/Italien: Mit einem Einzelzeitfahren endet der 102. Giro d’Italia.
- Venedig/Italien: Die MSC Opera läuft unkontrolliert gegen eine Anlegestelle im Kanal von Giudecca, Venedig und rammt dabei ein angedocktes Touristen-Flussschiff.[3]

### Montag, 3. Juni 2019
- Wien/Österreich: Angelobung der neuen Regierung unter Bundeskanzlerin Brigitte Bierlein
- Berlin/Deutschland: Nach dem Rücktritt von Andrea Nahles als Parteivorsitzende übernehmen Malu Dreyer, Manuela Schwesig und Thorsten Schäfer-Gümbel kommissarisch die Führung der SPD.[4]
- Washington, D.C./Vereinigte Staaten: Die US-amerikanische Regierung unter Donald Trump streicht die Handelsprivilegien und Zollvergünstigungen gegenüber Indien.[5]

### Dienstag, 4. Juni 2019
- Berlin/Deutschland: Die SPD-Bundestagsfraktion wählt einen neuen Vorstand. Die ursprünglich für September 2019 geplante Wahl war vorgezogen worden, nachdem die Partei- und Fraktionsvorsitzende Andrea Nahles aufgrund der schlechten Ergebnisse ihrer Partei bei der Europawahl und der Bürgerschaftswahl in Bremen in die Kritik geraten war.[6]

### Mittwoch, 5. Juni 2019
- Kopenhagen/Dänemark: Parlamentswahl
- Paris/Frankreich: Gianni Infantino wird als FIFA-Präsident wiedergewählt.[7]
- Brüssel/Belgien: Die Europäische Kommission empfiehlt ein Defizitverfahren gegen Italien einzuleiten.[8]
- Gelbes Meer/Volksrepublik China: China startet erstmals eine Trägerrakete (eine Langer Marsch 11) von einer schwimmenden Plattform im Meer.[9]

### Donnerstag, 6. Juni 2019
- Addis Abeba/Äthiopien: Die Afrikanische Union suspendiert die Mitgliedschaft des seit einem Putsch im April 2019 von einer Militärführung regierten Sudan.
- Europäische Union: Die EU-Urheberrechtsreform tritt in Kraft.
- Helsinki/Finnland: Antti Rinne wird vom Eduskunta zum neuen Ministerpräsidenten Finnlands gewählt.

### Freitag, 7. Juni 2019
- Düsseldorf/Deutschland: Vor dem Oberlandesgericht beginnt der Prozess um den Rizinfund in Köln.[10]
- Paris/Frankreich: Beginn der Fußball-WM der Frauen (bis 7. Juli)
- London/Vereinigtes Königreich: Die britische Premierministerin Theresa May tritt von ihrem Amt als Vorsitzende der Conservative Party zurück.
- Shanghai/Volksrepublik China: Der Lebensmitteldiscounter Aldi Süd eröffnet seine erste Filiale in der VR China.[11]

### Samstag, 8. Juni 2019
- Berlin/Deutschland: Mit Ablauf des Tages stellt die Deutsche Bahn den Verkauf des Schönes-Wochenende-Tickets ein.
- Wien/Österreich: Im Rathaus findet letztmals der Life Ball statt.[12]
- Fukuoka/Japan: Gipfeltreffen der G20-Finanzminister und -Notenbankchefs (bis 9. Juni)
- Chișinău/Moldau: Das Parlament wählt Maia Sandu zur neuen Ministerpräsidentin.
- Stade/Deutschland: Der historische Lotsenschoner No. 5 Elbe kollidiert auf der Elbe mit einem Containerschiff und geht anschließend unter.
- Tsukuba/Japan: Gipfeltreffen der G20-Minister für Handel und Digitalwirtschaft (bis 9. Juni)
- Wiesbaden/Deutschland: Ein Baden-Fehldruck 9 Kreuzer erzielt auf einer Auktion einen Verkaufspreis von 1,26 Millionen Euro. Er gilt damit als teuerste deutsche Briefmarke.[13]

### Sonntag, 9. Juni 2019
- Nur-Sultan/Kasachstan: Präsidentschaftswahl
- Paris/Frankreich: Letzter Tag der French Open
- Porto/Portugal: Finale der UEFA Nations League der Männer im Fußball

### Dienstag, 11. Juni 2019
- Budapest/Ungarn: Bei der Hebung des am 29. Mai nach einer Kollision gesunkenen Ausflugsschiffes Hableány aus der Donau werden vier Leichen, darunter die des Kapitäns, geborgen.
- Lobatse/Botswana: Das oberste Gericht des Landes erklärt die Strafbarkeit gleichgeschlechtlicher sexueller Handlungen für verfassungswidrig.
- Los Angeles/Vereinigte Staaten: Beginn der Videospiel-Messe E3.
- Moskau/Russland: Der investigative Journalist Iwan Golunow wird aus seiner Haft entlassen.
- Wien/Österreich: Im Haus der Musik wird die Schriftstellerin Melanie Laibl für ihren Roman „Verkühl dich täglich“ mit dem Leserstimmen-Preis ausgezeichnet.[14]

### Mittwoch, 12. Juni 2019
- Boston/Vereinigte Staaten: Die St. Louis Blues gewinnen erstmals in ihrer Geschichte den Stanley Cup. In der Finalserie der Playoffs setzen sie sich gegen die Boston Bruins durch.[15]
- Madrid/Spanien: Letzter Verhandlungstag im Strafverfahren gegen zwölf katalanische Politiker im Zusammenhang mit dem Unabhängigkeitsreferendum vom Oktober 2017. Den Beschuldigten werden Rebellion, Aufstand sowie die Veruntreuung öffentlicher Gelder vorgeworfen, ein Urteil wird für Ende September erwartet.[16]
- Mainz/Deutschland: Nach 497 Runden endet die Versteigerung von 5G-Mobilfunk-Frequenzen. Sie erbringt insgesamt 6,55 Milliarden Euro, zum Zuge kommen die Deutsche Telekom, Vodafone, Telefónica und Drillisch.
- Quito/Ecuador: Das Verfassungsgericht des Landes erklärt gleichgeschlechtliche Ehen für rechtmäßig.[17]
- Sydney/Australien: Das  Institute for Economics and Peace veröffentlicht den Global Peace Index für das Jahr 2018.[18]

### Donnerstag, 13. Juni 2019
- Algier/Algerien: Der ehemalige Ministerpräsident Abdelmalek Sellal wird wegen Korruptionsverdachts festgenommen.[19]
- Golf von Oman: Die Öltanker Front Altair und Kokuka Courageous werden nahe der Straße von Hormus unter ungeklärten Umständen angegriffen und beschädigt.
- Leipzig/Deutschland: Das Bundesverwaltungsgericht erklärt das massenhafte Töten männlicher Küken bis zur Einführung von alternativen Verfahren zur Geschlechtsbestimmung bereits im Ei übergangsweise für zulässig.[20]
- Luxemburg/Luxemburg: Der Sitz der neu gegründeten Arbeitsbehörde der Europäischen Union wird an die slowakische Hauptstadt Bratislava vergeben.[21]
- Oakland/Vereinigte Staaten: In der Finalserie der NBA-Saison setzen sich die Toronto Raptors gegen die Golden State Warriors durch. Damit gewinnt erstmals ein kanadisches Team die nordamerikanische Basketball-Meisterschaft.[22]

### Freitag, 14. Juni 2019
- Berlin/Deutschland: Peter Schäfer tritt als Direktor des Jüdischen Museums Berlin zurück.
- Bischkek/Kirgisistan: Beginn des zweitägigen Gipfeltreffens der Shanghaier Organisation für Zusammenarbeit (SCO)
- São Paulo/Brasilien: Eröffnung der 45. Ausspielung der Fußball-Südamerikameisterschaft, Copa América 2019
- Bern/Schweiz: Frauenstreik
- Tegucigalpa/Honduras: Aufgrund einer Denguefieber-Epidemie erklärt die Regierung für 12 der 18 Verwaltungsbezirke des Landes den Gesundheitsnotstand.[23]

### Samstag, 15. Juni 2019
- Berlin/Deutschland: Die Elektrokleinstfahrzeuge-Verordnung (eKFV) tritt in Kraft. Damit wird unter anderem die Nutzung sogenannter „E-Scooter“ auf öffentlichen Straßen zulässig.
- Berlin/Deutschland: Der Club der Visionaere wird bei einem Brand fast völlig zerstört.
- Bratislava/Slowakei: Zuzana Čaputová tritt ihr Amt als Präsidentin des Landes an.
- Dortmund/Deutschland: Auslosung der 1. Hauptrunde des DFB-Pokals 2019/20 im Deutschen Fußballmuseum.
- Langnau im Emmental/Schweiz: Auftakt der Tour de Suisse.
- Łódź/Polen: Im Endspiel der U-20-Fußball-WM der Männer stehen sich die Mannschaften Südkoreas und der Ukraine gegenüber.
- Madrid/Spanien: Der PP-Politiker José Luis Martínez-Almeida wird zum Bürgermeister der Landeshauptstadt gewählt. Er folgt auf Manuela Carmena vom Linksbündnis Más Madrid.[24]
- Pasadena/Vereinigte Staaten: Eröffnungsspiel des CONCACAF Gold Cups.
- Santa Monica/Vereinigte Staaten: Verleihung der MTV Movie & TV Awards

### Sonntag, 16. Juni 2019
- Görlitz/Deutschland: Der CDU-Politiker Octavian Ursu setzt sich in der zweiten Runde der Oberbürgermeisterwahl gegen Sebastian Wippel von der AfD durch.[25]
- Landkreis Osnabrück/Deutschland: Die Grüne Anna Kebschull setzt sich in der Stichwahl um den Posten des Landrats gegen den Amtsinhaber Michael Lübbersmann (CDU) durch. Sie ist damit die erste Landrätin der Grünen in Deutschland.
- Reggio nell’Emilia/Italien: Beginn der U-21-Fußball-Europameisterschaft (bis 30. Juni)
- Rostock/Deutschland: Der Däne Claus Ruhe Madsen setzt sich in der Stichwahl um den Posten des Oberbürgermeisters gegen Steffen Bockhahn durch. Damit erhält erstmals eine deutsche Großstadt ein Stadtoberhaupt ausländischer Nationalität.
- Wien/Österreich: Im Burgtheater wird der Iffland-Ring an Jens Harzer übergeben.[26]
- Südamerika: In ganz Argentinien und Uruguay fällt das elektrische Stromnetz aus, auch Teile von Chile, Paraguay und der Süden Brasiliens sind betroffen.[27][28][29] (→ Liste historischer Stromausfälle)

### Montag, 17. Juni 2019
- Le Bourget/Frankreich: Die Verteidigungsministerinnen Deutschlands, Frankreichs und Spaniens unterzeichnen bei der Pariser Luftfahrtschau ein Rahmenabkommen zur gemeinsamen Entwicklung des Luftkampfsystems Future Combat Air System.
- New York City/Vereinigte Staaten: Das Auktionshaus Sotheby’s gibt die Übernahme durch BidFair USA, ein Patrick Drahi gehörendes Unternehmen, bekannt.
- Wien/Österreich: Der Historiker Philipp Ther und der Mikrobiologe Michael Wagner werden mit dem mit je 1,5 Millionen Euro dotierten Wittgenstein-Preis ausgezeichnet.[30][31]
- Wilhelmshaven/Deutschland: Die Deutsche Marine stellt mit der Baden-Württemberg das Typschiff der gleichnamigen Klasse von Fregatten in Dienst.

### Dienstag, 18. Juni 2019
- Bellinzona/Schweiz: Das Bundesstrafgericht erklärt den Leiter der Bundesanwaltschaft, Michael Lauber, sowie den Staatsanwalt Olivier Thomann im Zusammenhang mit den Ermittlungen zur Korruption in der FIFA für befangen und zieht sie von den Fällen ab.[32]
- Frankfurt am Main/Deutschland: Der diesjährige Friedenspreis des Deutschen Buchhandels wird dem brasilianischen Fotografen Sebastião Salgado zuerkannt. Die Preisverleihung wird zum Abschluss der Frankfurter Buchmesse am 20. Oktober stattfinden.[33]
- Genf/Schweiz: Der Internetkonzern Facebook stellt Libra, eine von ihm geplante Ersatzwährung, vor.
- Luxemburg/Luxemburg: Der Europäische Gerichtshof gibt einer Klage Österreichs und der Niederlande gegen die Pkw-Maut in Deutschland statt und erklärt sie für unvereinbar mit EU-Recht.[34]
- Neu-Isenburg/Deutschland: Vertreter der 36 Vereine der 1. und 2. Fußball-Bundesliga einigen sich unter anderem auf die Abschaffung des Präsidentenpostens der DFL. Die neue Struktur soll am 21. August 2019 in Kraft treten.[35]
- São Paulo/Brasilien: Der Mischkonzern Odebrecht meldet Insolvenz an.[36]
- Straßburg/Frankreich: Die Fraktion der Sozialdemokraten im EU-Parlament wählt die Spanierin Iratxe García Pérez (PSOE) zur neuen Vorsitzenden. Amtsinhaber Udo Bullmann (SPD) hatte auf eine erneute Kandidatur verzichtet.
- Tokio/Japan: Die Asienmeisterschaften im Fechten gehen zu Ende.
- Washington, D.C./Vereinigte Staaten: Der kommissarisch als Verteidigungsminister des Landes fungierende Patrick M. Shanahan gibt den Verzicht auf die dauerhafte Übernahme des Amtes bekannt. Als Nachfolger nominiert US-Präsident Donald Trump den Heeresstaatssekretär Mark Esper.

### Mittwoch, 19. Juni 2019
- Berlin/Deutschland: einem Tag vor dem Weltflüchtlingstag stellte der UN-Flüchtlingskommissar Filippo Grandi die aktuelle Statistik des UNHCR vor[37][38]
- Dortmund/Deutschland: Eröffnung des 37. Deutschen Evangelischen Kirchentages unter dem Motto: Was für ein Vertrauen, einer biblischen Wendung (2 Kön 18,19 LUT).[39]
- Genf/Schweiz: Die UN-Sonderberichterstatterin Agnès Callamard übermittelt dem Menschenrechtsrat ihren Untersuchungsbericht zum Fall des im Oktober 2018 getöteten Journalisten Jamal Khashoggi.[40]
- New York City/Vereinigte Staaten: Der wegen illegaler Geschäfte, sexueller Nötigung und Menschenhandel vor Gericht stehende Gründer der Psycho-Sekte NXIVM, Keith Raniere, wird in allen Anklagepunkten schuldig gesprochen.
- 19.6.- 24.6. Rheinisches Braunkohlerevier/Deutschland: Ende Gelände 2019

### Donnerstag, 20. Juni 2019
- London/Vereinigtes Königreich: Mit dem Ausscheiden von Umweltminister Michael Gove endet die erste Phase der Wahl eines neuen Parteivorsitzenden der Conservative Party. Die zwei nach mehreren Wahlrunden innerhalb der Parlamentsfraktion übriggebliebenen Bewerber, Boris Johnson und Jeremy Hunt, stellen sich nun in einer Urwahl den Parteimitgliedern.[41]
- Magdeburg/Deutschland: Der Finanzminister von Sachsen-Anhalt, André Schröder, tritt zurück. Die Nachfolge tritt Michael Richter an.
- Sincan/Türkei: 17 hochrangige Militärangehörige, darunter der ehemalige Oberkommandierende der Luftstreitkräfte, Akın Öztürk, werden wegen ihrer Beteiligung am Putschversuch vom Juli 2016 zu lebenslangen Haftstrafen verurteilt.
- Szeged/Ungarn: Im Strafprozess um die Flüchtlingstragödie bei Parndorf erhöht das angerufene Berufungsgericht die Strafen der vier Hauptangeklagten.
- Tianjin/Volksrepublik China: Beginn des Strafprozesses gegen den ehemaligen Chef von Interpol, Meng Hongwei, wegen Bestechlichkeit.

### Freitag, 21. Juni 2019
- Colombo/Sri Lanka: Präsident Maithripala Sirisena verlängert den nach den Bombenanschlägen vom Ostersonntag verhängten Ausnahmezustand.[42]
- Kairo/Ägypten: Beginn des Fußball-Afrika-Cups (bis 19. Juli)
- Minsk/Belarus: Eröffnung der II. Europaspiele
- Tiflis/Georgien: Der Präsident des Parlaments des Landes, Irakli Kobachidse, tritt von seinem Amt zurück.
- Tokio/Japan: Auslosung der Vorrundengruppen der Handball-Weltmeisterschaft der Frauen[43]
- Wien/Österreich: Der US-Amerikaner George Soros wird mit dem Schumpeter-Preis ausgezeichnet.[44]

### Samstag, 22. Juni 2019
- Bahir Dar/Äthiopien: Bewaffnete Angreifer stürmen ein Treffen von Politikern in der Hauptstadt der Provinz Amhara, unter den Opfern ist auch deren Präsident Ambachew Mekonnen. In Addis Abeba werden kurz darauf der Generalstabschef der Armee, Seare Mekonnen und ein weiterer, pensionierter General von einem Leibwächter getötet. Regierungsvertreter sehen einen Zusammenhang, sprechen von einem Putschversuch und nennen den General Asamnew Tsige als Hauptverantwortlichen.[45]
- Nuakschott/Mauretanien: Präsidentschaftswahl
- Düsseldorf/Deutschland: Letzter Tag der Fechteuropameisterschaften

### Sonntag, 23. Juni 2019
- Goms/Schweiz: Der Kolumbianer Egan Bernal vom Team Ineos gewinnt die Tour de Suisse.
- Innsbruck/Österreich: Am Tiroler Landestheater Innsbruck wird der Österreichische Musiktheaterpreis 2019 verliehen.[46] Karl Markovics wird für seine Inszenierung von Das Jagdgewehr bei den Bregenzer Festspielen als bester Regisseur ausgezeichnet, beste Sängerin wird Asmik Grigorian für ihre Salome bei den Salzburger Festspielen, bester Sänger Pavel Petrov für seinen Lenski in Eugen Onegin an der Oper Graz.[47]
- Istanbul/Türkei: Wiederholung der Oberbürgermeisterwahl vom 31. März 2019
- Prag/Tschechien: Mit einer vom Netzwerk Eine Million Augenblicke für Demokratie (Milion chvilek pro demokracii) veranstalteten Kundgebung auf der Letná-Anhöhe protestieren mehrere Hunderttausend Menschen gegen die Regierung von Andrej Babiš.[48][49]
- Rom/Italien: Der Chinese Qu Dongyu wird zum Generaldirektor der Ernährungs- und Landwirtschaftsorganisation der Vereinten Nationen (FAO) gewählt.

### Montag, 24. Juni 2019
- Lausanne/Schweiz: Das IOC vergibt die Ausrichtung der Olympischen Winterspiele 2026 an Mailand.[50]
- Istanbul/Türkei: Im Gerichtsgebäude der Strafvollzugsanstalten Silivri beginnt der Strafprozess gegen Osman Kavala und weitere 15 Angeklagte im Zusammenhang mit den Gezi-Park-Protesten 2013.[51]
- Luxemburg/Luxemburg: Der Europäische Gerichtshof erklärt die Justizreformen in Polen für teilweise unvereinbar mit Europarecht.[52]
- Mecklenburgische Seenplatte/Deutschland: Zwei Kampfflugzeuge des Typs Eurofighter Typhoon kollidieren über dem Gebiet nördlich des Fleesensees und stürzen ab, einer der beiden Piloten kommt dabei ums Leben
- Wien/Österreich: Verleihung des Fotopreises Objektiv. Gesamtsiegerin wird Lisi Niesner mit einem Bild namens „Brexit“.

### Dienstag, 25. Juni 2019
- Kennedy Space Center/Vereinigte Staaten: Während der Raumfahrtmission STP-2 gelingt mit dem Spezialschiff GO Ms. Tree erstmals das Auffangen einer Nutzlastverkleidung, nach einem 160 km tiefen Fall.[53][54]
- Karlsruhe/Deutschland: Der Generalbundesanwalt erhebt Anklage gegen acht Mitglieder der Gruppe „Revolution Chemnitz“ wegen des Verdachts der Gründung einer rechtsterroristischen Vereinigung.[55]
- Wien/Österreich: Im Urania-Kino werden Helene Maimann und Jörg Winter mit dem Axel-Corti-Preis ausgezeichnet.[56]

### Mittwoch, 26. Juni 2019
- Berlin/Deutschland: Im Radialsystem werden die Theodor-Wolff-Preise verliehen. Michael Jürgs wird für sein Lebenswerk ausgezeichnet.
- Berlin/Deutschland: Der frühere SPD-Vorsitzende Sigmar Gabriel wird zum neuen Vorsitzenden der Atlantik-Brücke gewählt.
- Freiburg im Breisgau/Deutschland: Vor dem Landgericht beginnt der Prozess zur mutmaßlichen Gruppenvergewaltigung vom 13. Oktober 2018.
- Kopenhagen/Dänemark: Nach der Folketingswahl 2019 wird die Sozialdemokratin Mette Frederiksen als neue Ministerpräsidentin einer Minderheitsregierung vorstehen.[57] (Vereidigung ausstehend)
- Ottawa/Kanada: Die kanadische Regierung setzt mit Blood and Honour und Combat 18 erstmals rechtsextreme Gruppen auf die von ihr geführte Liste von Terrororganisationen.[58]
- Straßburg/Frankreich: Die parlamentarische Versammlung wählt die kroatische Außenministerin Marija Pejčinović Burić zur neuen Generalsekretärin des Europarates. Sie folgt auf den Norweger Thorbjørn Jagland, dessen Amtszeit Ende September 2019 ausläuft.[59]

### Donnerstag, 27. Juni 2019
- Berlin/Deutschland: Als Nachfolgerin von Katarina Barley tritt Christine Lambrecht (beide SPD) ihr Amt als Ministerin der Justiz und für Verbraucherschutz an.
- Detmold/Deutschland: Vor dem Landgericht beginnt der Strafprozess im Missbrauchsfall Lügde.
- Nischneangarsk/Russland: Bei der Notlandung einer AN-24 der Fluggesellschaft Angara Airlines kommen der Kommandant und der Flugingenieur ums Leben.
- Washington, D.C., Vereinigte Staaten: Die NASA gibt bekannt, dass die Titan-Sonde Dragonfly als vierte Mission des New-Frontiers-Programm ausgewählt wurde.

### Freitag, 28. Juni 2019
- Ankara/Türkei: Das Verfassungsgericht des Landes erklärt die von Februar 2017 bis Februar 2018 dauernde Untersuchungshaft des Journalisten Deniz Yücel für rechtswidrig.
- Brüssel/Belgien: Vertreter der EU und des Mercosur einigen sich auf die Bildung einer gemeinsamen Freihandelszone.[60]
- Frankfurt am Main/Deutschland: Der Nutzfahrzeughersteller Traton geht an die Börse.
- Gallargues-le-Montueux/Frankreich: In der in Okzitanien gelegenen Gemeinde wird mit 45,9 °C die höchste Temperatur im Lande seit Beginn der Aufzeichnungen gemessen.
- Genua/Italien: Die beiden übriggebliebenen Pfeiler der im August 2018 teilweise eingestürzten Morandi-Brücke werden gesprengt.
- Hamburg/Deutschland: Beginn der Beachvolleyball-Weltmeisterschaft
- Klagenfurt am Wörthersee/Österreich: Werner Freistetter wird neuer Apostolischer Administrator der Diözese Gurk-Klagenfurt.
- Lausanne/Schweiz: Der Internationale Sportgerichtshof (CAS) gibt den Ausschluss des AC Mailand von der UEFA Europa League 2019/20 wegen des Verstoßes gegen die Bestimmungen des Financial Fairplay bekannt.
- Mailand/Italien: Dominique Meyer wird Anfang Juli 2021 die Nachfolge von Alexander Pereira als Intendant der Scala übernehmen.
- Wien/Österreich: Auslosung der Gruppenspiele der Handball-EM 2020
- Wien/Österreich: Die Zentralanstalt für Meteorologie und Geodynamik teilt mit, dass der zu Ende gehende Monat der heißeste, sonnigste und trockenste Juni des Landes seit Beginn der Messgeschichte gewesen sei.[61]
- Offenbach/Deutschland: Der Deutsche Wetterdienst vermeldet den wärmsten und sonnigsten Juni in Deutschland seit dem Beginn flächendeckender Messungen.[62]

### Samstag, 29. Juni 2019
- Berlin/Deutschland: Die Cartoonistin Franziska Becker wird mit der Hedwig-Dohm-Urkunde ausgezeichnet.

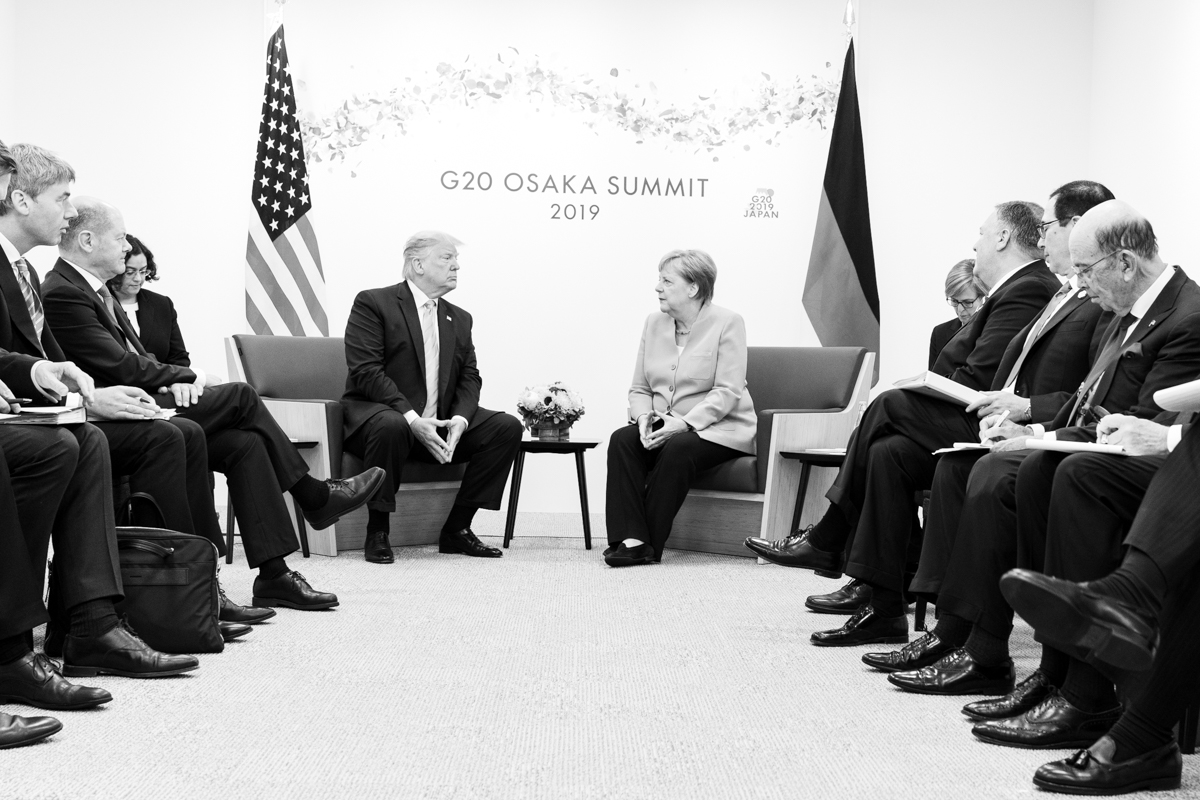
Eines von zahlreichen bilateralen Gesprächen beim G20-Gipfel (28. Juni)

- Lampedusa/Italien: Das Seenotrettungsschiff Sea-Watch 3 läuft trotz eines Verbots der zuständigen Behörden in den Hafen der Inselhauptstadt ein. Die rund vierzig im Mittelmeer aufgegriffenen Migranten werden in Auffanglager gebracht, Kapitänin Carola Rackete unter Hausarrest gestellt.
- Osaka/Japan: Das zweitägige 14. Gipfeltreffen der Gruppe der zwanzig wichtigsten Industrie- und Schwellenländer geht mit einer Abschlusserklärung zu Ende. Mit einer "19+1-Erklärung" bekräftigen die Industriestaaten ihr Engagement beim Klimaschutz nach intensiven Verhandlungen, die USA akzeptieren dies. Es wird der Dissens hinsichtlich des Pariser Klimaschutzabkommens wegen Benachteiligung der USA in diesem Abkommen festgehalten, die USA sehen sich jedoch als Führungsnation. Im Handelsstreit zwischen China und den USA wird nach bilateralen Gesprächen und dem Aussetzen neuer Zölle die Wiederaufnahme von Verhandlungen vereinbart.[63]

### Sonntag, 30. Juni 2019
- Baku/Aserbaidschan Beginn des 43. Treffens des Welterbekomitees (bis 10. Juli)
- Freiburg im Breisgau/Deutschland: Margrethe Vestager und Wolfgang Clement werden mit dem Hayek-Preis ausgezeichnet.[64]
- Kiel/Deutschland: Letzter Tag der Kieler Woche
- Klagenfurt/Österreich: Im Rahmen der 43. Tage der deutschsprachigen Literatur wird die österreichische Autorin Birgit Birnbacher für ihr Werk Der Schrank mit dem Ingeborg-Bachmann-Preis ausgezeichnet. Der Publikumspreis geht an Ronya Othmann.
- Minsk/Belarus: Schlussfeier der II. Europaspiele
- Tokio/Japan: Austritt Japans aus dem Internationalen Übereinkommen zur Regelung des Walfangs (IWC)
- Washington, D.C./Vereinigte Staaten: Die Pressesprecherin des Weißen Hauses, Sarah Huckabee Sanders, scheidet aus dem Amt. Als Nachfolgerin vorgesehen ist die bisherige Sprecherin von Melania Trump, Stephanie Grisham.[65]
- Lübtheen/Deutschland: Ausbruch eines Waldbrandes auf einem stark munitionsbelasteten ehemaligen Truppenübungsplatz, der sich zum größten Waldbrand in der Geschichte Mecklenburg-Vorpommerns entwickelt. Der Katastrophenfall wird ausgerufen.